# Kastell Surducu Mare

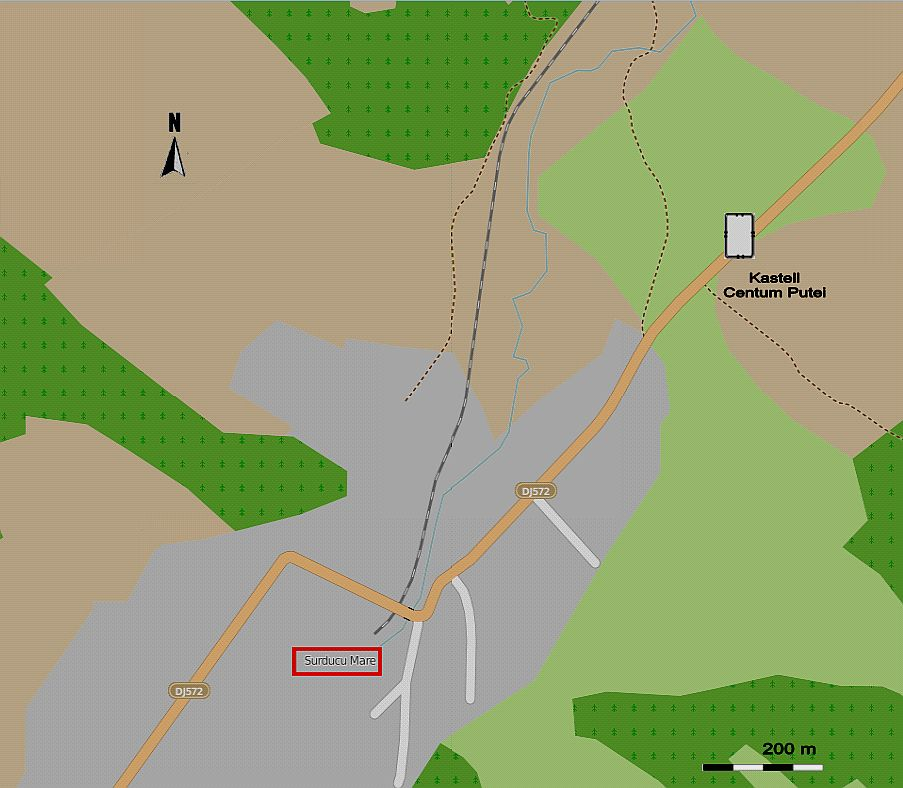
Lage des Kastells in Bezug auf den rezenten Ortskern

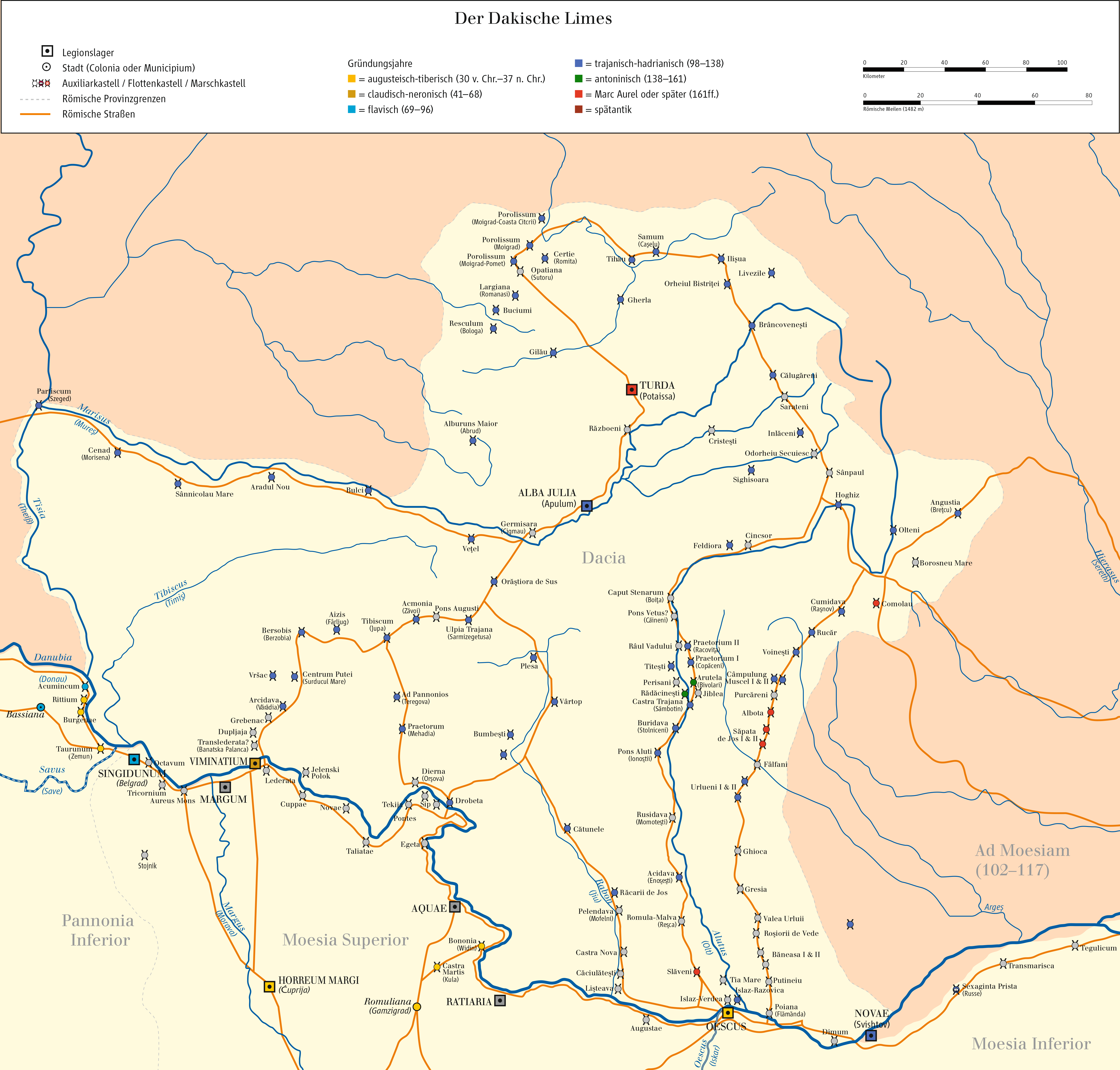
Verlauf der dakischen Limites

Das Kastell Surducu Mare (mit antikem Namen Centum Putei) war ein römisches Hilfstruppenlager etwas außerhalb von Surducu Mare, einem Dorf in der zum Kreis Caraș-Severin gehörenden Gemeinde Forotic. Der Ort liegt in der rumänischen Region Banat. In antiker Zeit war es ein Außenkastell des Dakischen Limes und gehörte administrativ zur Provinz Dacia superior. Gemeinsam mit insgesamt 277 Stätten des Dakischen Limes wurde das Kastell Surducu Mare 2024 zum UNESCO-Weltkulturerbe erhoben.

## Lage
Das Kastell liegt knapp 1,5 km nordöstlich des Dorfes Surducu Mare, auf einer Niederterrasse östlich des Bachlaufes der Ciornovăț.
Das Areal des heutigen Bodendenkmals ist auch unter den Flurnamen „Rovinä“ und „Progadie“ bekannt. Die Überreste der Umwehrung sind noch als leichte Geländeerhöhung deutlich zu erkennen. Ausweislich der Tabula Peutingeriana lautete der antike Name des Platzes Centum Putei.

## Archäologie
Der Fundort wurde bisher nur wenig erforscht, lediglich von 1964 bis 1968 führte Dumitru Protase einige Untersuchungen durch. Das Kastell stammt aus der Okkupationszeit im frühen 2. Jahrhundert u. Z. und scheint um 118 u. Z. bereits wieder aufgegeben worden zu sein. Dafür spricht, dass nur eine Bauphase festgestellt werden konnte. Das Lager wurde in Holz-Erde-Technik errichtet und hatte einen annähernd quadratischen, 128 × 132 m (= 1,69 Hektar) messenden Grundriss mit abgerundeten Ecken. Die Umwehrung bestand aus einem Doppelwall, vor dessen Erhebungen jeweils ein bzw. zwei Spitzgräben verliefen.
- Wall I: 15 m breit und 1,10 m hoch,
  - Graben: 3,20 m breit und 1,50 m tief,
- Wall II: 15 m bis 17 m breit und 0,50 m hoch,
  - Graben 1: 4 m breit und 0,70 m tief,
  - Graben 2: 2 m breit und 0,50 m tief.

Wahrscheinlich wurde das Lager von Angehörigen einer Vexillatio der Legio IIII Flavia Felix erbaut, wie die Funde von Ziegelstempeln dieser Legion vermuten lassen.

## Fundverbleib und Denkmalschutz
Die Aufbewahrung und Präsentation der Funde erfolgt im Muzeul Banatului Montan (Bergmuseum des Banats), dem vormaligen Muzeul Judetean Caras-Severin (Kreismuseum).
Die gesamte archäologische Stätte steht nach dem 2001 verabschiedeten Gesetz Nr. 422/2001 als historisches Denkmal unter Schutz und ist in der nationalen Liste der historischen Monumente (Lista Monumentelor Istorice) mit dem LMI-Code CS-I-s-B-10877 eingetragen. Der RAN-Code lautet 52892.01. Zuständig sind das Ministerium für Kultur und nationales Erbe (Ministerul Culturii și Patrimoniului Național), insbesondere das Generaldirektorat für nationales Kulturerbe, die Abteilung für bildende Kunst sowie die Nationale Kommission für historische Denkmäler sowie weitere, dem Ministerium untergeordnete Institutionen. Ungenehmigte Ausgrabungen sowie die Ausfuhr von antiken Gegenständen sind in Rumänien verboten.